# Genêt d'Angleterre
Genista anglica
Pour les articles homonymes, voir Genêt (homonymie).
Espèce
Classification phylogénétique
Le genêt d'Angleterre, aussi appelé le petit genêt épineux ou la genisette (Genista anglica), est une espèce de plantes à fleurs de la famille des Fabaceae.
C'est l'un des plus petits genêts, l'une des rares espèces du genre Genista à être épineux avec le Genêt scorpion, (Genista scorpius) et le genêt d'Allemagne (Genista germanica).
Cette petite plante vivace haute de 10 à 40 cm vit sur sols pauvres et atteint parfois 60 cm voire plus dans les meilleures conditions. Il est repérable à ses petites fleurs jaune vif qui d'avril à juin tranchent sur ses feuilles vert foncé et à ses épines.

## Description
Il forme très rarement des touffes denses, et est le plus souvent dispersé en petites touffes ténues, parfois presque rampantes.

Fleurs : de 6 à 8 mm avec carène plus longue que l'étendard.

Feuilles : feuilles petites et ovales très allongées, assez foncées, pointues à leur extrémité.
Les épines sont simples.
Les rameaux âgés devenus glabres persistent quelques années.

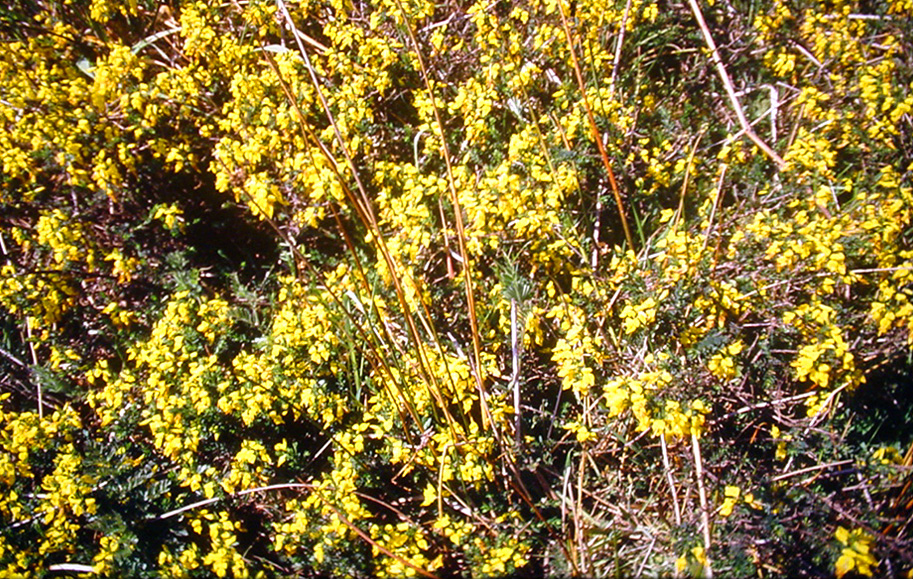
Exceptionnellement, le genêt d'Angleterre forme de grosses touffes denses (ici dans une des réserves naturelles du Plateau d'Helfaut dans la Région Hauts-de-France), photographié en mai 1990, mais il est souvent plus discret.
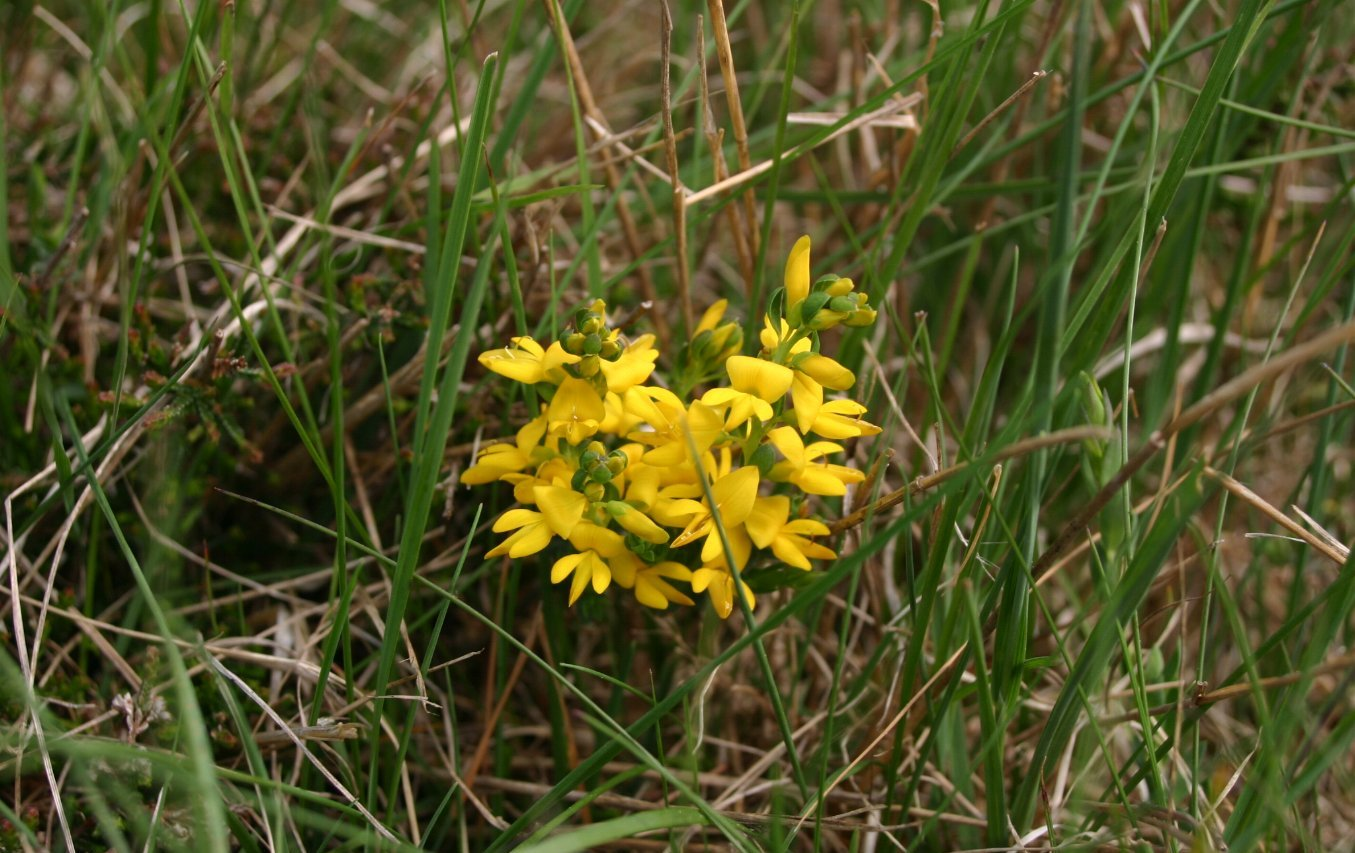
Floraison (d'avril à juin).
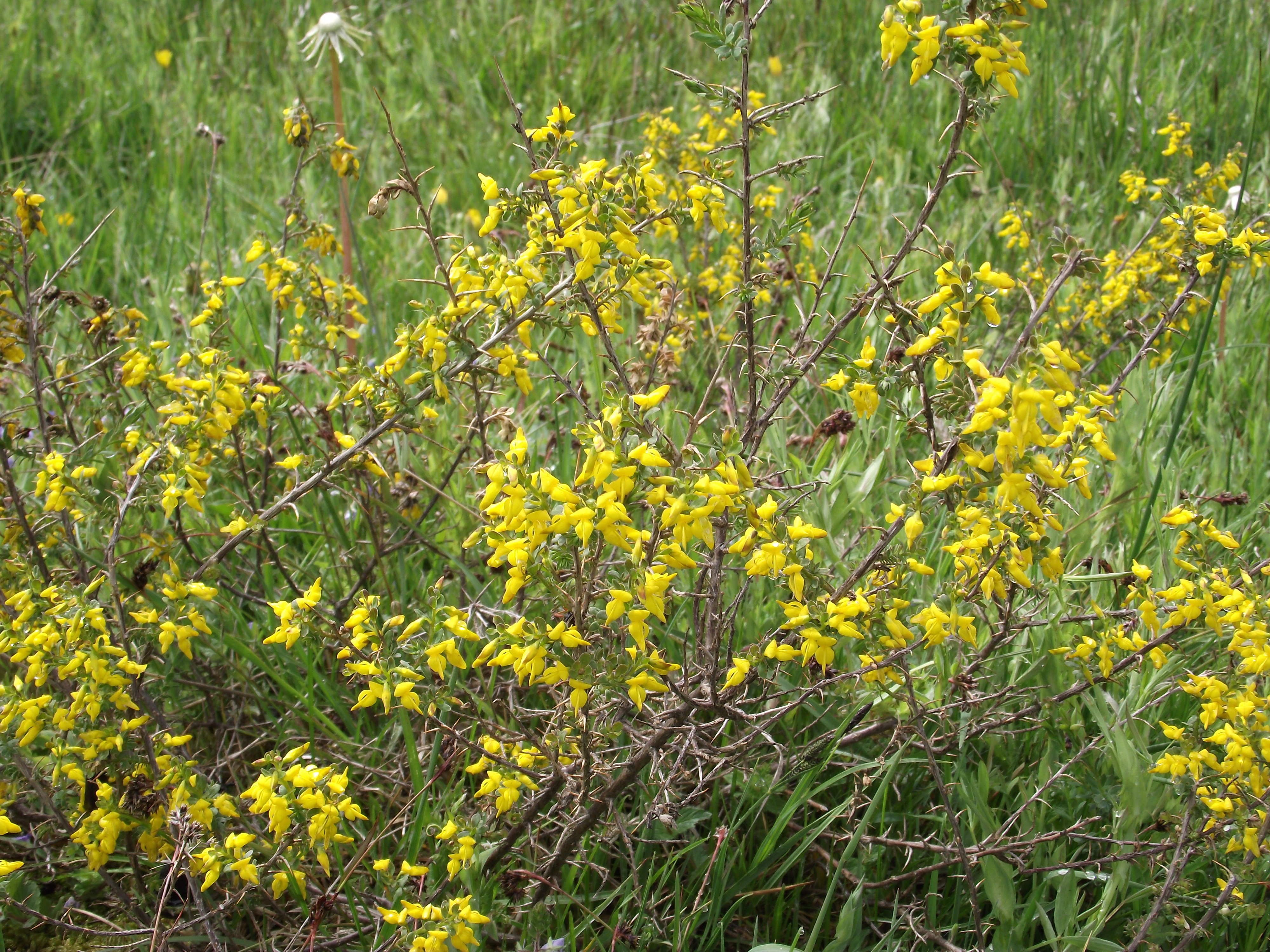
Genêt d'Angleterre dans une lande siliceuse des monts d'Aubrac dans le Massif Central. Très abondant dans ce milieu, il rend la lande épineuse.

## Reproduction
Le fruit est une gousse glabre mesurant de 1 à 1,5 cm de long renfermant une rangée de petites graines.

## Habitat
On le trouve dans la lande acide et oligotrophe ; humide ou sèche et souvent en bordure d'eau, voire dans l'eau une partie de l'année, accompagné par exemple d'Erica tetralix. Il forme des bouquets parfois denses lorsqu'exposé au soleil. En l'absence de scrappage ou d'entretien extensif de l'ouverture du milieu par de grands herbivores, il s'étiole puis meurt lorsque les buissons d'ajoncs ou de prunelliers colonisent la lande, qui disparaît à son tour pour laisser place à la forêt de bouleaux et de chênes.

## Répartition
Le Genêt d'Angleterre se limite strictement à l'Europe occidentale et se rencontre dans diverses landes non seulement des îles Britanniques (Devon, pays de Galles, Écosse) mais aussi du Danemark, du nord de l'Allemagne et des Pays-Bas. En France, il est surtout présent dans les landes siliceuses du Massif central et de façon plus disséminée dans le sud-ouest (Landes) et le nord-ouest.

## Menaces
Le genêt d'Angleterre s'est souvent raréfié ou a disparu avec son habitat. L'eutrophisation des landes et leur fermeture par le boisement spontané ou anthropique sont ses premières causes de régression.

## Usages
C'est une plante qui a été utilisée comme tinctoriale.

### Vertus officinales
La tige fleurie contient des substances diurétiques, purgatives et sudorifiques.